# PID-regelaar

De proportionele, integrerende en differentiërende acties

Een proportionele, integrerende en differentiërende regelaar of PID-regelaar is een modulerende regeling in regelkringen waarmee terugkoppeling wordt gegeven om een proces naar de instelwaarde te brengen. 

De effecten van de verschillende instellingen:
P-actie: hoe groter, hoe sneller de regeling, maar ook een grotere doorschot en oscillatie. Een grotere P-actie verkleint de statische fout, maar kan deze nooit geheel laten verdwijnen
I-actie: hoe groter, hoe kleiner de statische fout, maar ook een grotere doorschot en oscillatie
D-actie: hoe groter, hoe kleiner de doorschot en oscillatie

De regeling gaat uit van het verschil tussen de instelwaarde en meetwaarde, het foutsignaal, hoe lang het duurt om de instelwaarde te bereiken en hoe snel de meetwaarde verandert:
- P-actie: het proportionele deel versterkt het verschil tussen instelwaarde en meetwaarde met de factor Kr. Dit deel stuurt alleen als er een verschil is, wat tot gevolg heeft dat de instelwaarde niet bereikt wordt en er altijd een statische fout is
- I-actie: het integrerende deel integreert de eerdere waardes van het foutsignaal en reageert dan ook niet alleen op de grootte, maar neemt toe naarmate het foutsignaal langer aanhoudt. Ti is de nasteltijd, dit wil zeggen de tijd (in seconden) die nodig is om een even grote waarde te krijgen als de P-actie. Een kleine Ti geeft een krachtige I-actie
- D-actie: het differentiërende deel reageert op de afgeleide van de fout, ofwel de snelheid van de verandering. Als de gemeten waarde verandert in de richting van de instelwaarde en dus het risico bestaat dat de gemeten waarde doorschiet, wordt de terugkoppeling afgeremd met de D-actie. Als de meetwaarde van de instelwaarde vandaan verandert, wordt de terugkoppeling versneld met de D-actie. De D-actie heeft alleen effect als het foutsignaal verandert, als de afgeleide van het foutsignaal niet gelijk is aan nul. Hoe hoger Td, hoe sterker de regelaar reageert op veranderingen in de meetwaarde

De differentiërende term werkt minder intuïtief dan de proportionele en integrerende term en wordt daarom minder gebruikt dan de twee voorgaande. Er zijn ook regelalgoritmen waarbij de D-actie niet aan de hand van het foutsignaal maar aan de hand van wijzigingen in de meetwaarde bepaald wordt. Op deze manier reageert de regeling rustiger bij verstellen van de instelwaarde.

## Wiskundig algoritme
De PID-regelaar gebruikt het volgende regelalgoritme voor de uitgang u(t):
{\displaystyle u(t)=K_{\mathrm {r} }\cdot \left(e(t)+{\frac {\int e(t)\operatorname {d} t}{T_{\mathrm {i} }}}+T_{\mathrm {d} }\cdot {\frac {\operatorname {d} e(t)}{\operatorname {d} t}}\right)}
waarin het foutsignaal e(t) het verschil is van de proceswaarde PV(t) en het setpunt SP(t)
{\displaystyle e(t)=SP(t)-PV(t)}
Dit is eenvoudig te schrijven met Laplacetransformatie:
{\displaystyle H(s)=K_{\mathrm {r} }\cdot \left(1+{\frac {1}{T_{\mathrm {i} }\cdot s}}+T_{\mathrm {d} }\cdot s\right)}
- H(s) = de overdrachtsfunctie van de regelaar
- Kr = de proportionele actie van de regelaar (P-actie)
- Ti = de integratietijd van de regelaar (I-actie): hoe kleiner Ti, hoe meer I-actie
- Td = de differentiatietijd van de regelaar (D-actie): hoe groter Td, hoe meer D-actie

### Opmerkingen
- Dit algoritme is bekend als de standard form PID-regelaar,[1] er zijn ook andere in gebruik, zoals de serie-PID-regelaar en de ideale-PID-regelaar.
- {\displaystyle {\tfrac {1}{s}}} is de voorstelling van een integraal in het Laplacedomein.

Dikwijls gebruikt men in plaats van de versterking Kr de proportionele band
{\displaystyle Pb={\frac {100}{K_{\mathrm {r} }}}}
Er bestaan ook PID-regelaars die gebruik maken van de parallelle vorm waarbij de integraalterm en de differentiaalterm niet tussen haakjes staan: {\displaystyle u(t)=K_{\mathrm {r} }\cdot e(t)+K_{\mathrm {i} }\cdot \int e(t)\operatorname {d} t+K_{\mathrm {d} }\cdot {\frac {\operatorname {d} e(t)}{\operatorname {d} t}}}
Het voordeel van deze variant van de overdrachtsformule is dat de proportionele term Kr veranderd kan worden zonder dat dat invloed heeft op de integraalterm en de differentiaalterm.

## In de praktijk
De regelaar komt in verschillende uitvoeringen voor:

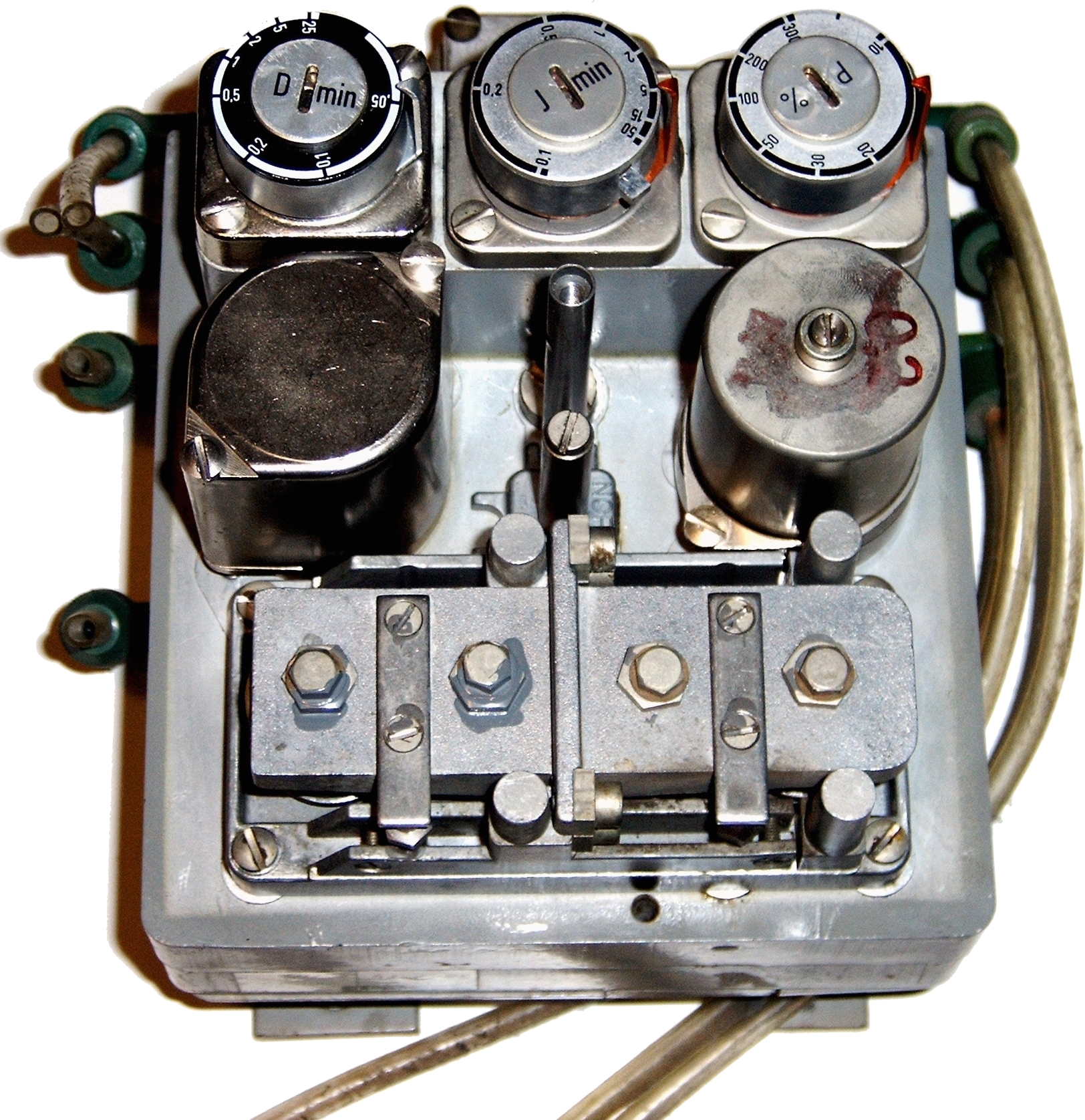
Pneumatische regelaar

- Pneumatische regelaars 20-100 kPa (oud) (zie afbeelding)
- Analoge regelaars (met 0/4-20 mA lus-signalen en analoge elektronica)
- Digitale regelaars (met 0/4-20 mA lus- of digitale signalen (veldbus) en digitale elektronica)
- Digitale regelaars kunnen losse eenheden zijn maar ook als softwaremodule geïntegreerd zijn in een distributed control system (DCS), process control system (PCS) of programmable logic controller (PLC).
- Hydraulische regelaars

## Afstelregels
Om een PID-regelaar op een goede manier te laten reageren op verstoringen in het proces en op wijzigingen in de instelwaarde zijn er verschillende methodes ontwikkeld om een goede (of op z'n minst acceptabele) waarde voor de parameters te bepalen. Omdat de criteria waarop ingesteld wordt verschillend kunnen zijn voor verschillende regelingen zijn er verschillende afstelmethodieken.

### Ziegler-Nichols-methode
In de jaren 1940 hebben John G. Ziegler en Nathaniel B. Nichols proefsgewijs afstelregels voor het correct instellen van een P-, PI- en PID-regelaar ontwikkeld, zodat deze op acceptabele wijze op verstoringen kan reageren zonder dat er instabiliteit in het systeem ontstaat.
Er zijn twee soorten afstelregels van Ziegler-Nichols: die met open kring en die met gesloten kring.

#### Open kring
Een open regelkring is gebaseerd op het feedforward-principe.
Bij de regels met open kring moet de regelaar afgeschakeld worden. Dan wordt aan de ingang een stap q aangelegd. De uitgang reageert na een dode tijd Tl en gaat dan met tijdsconstante Tr naar een waarde G q. Dan raden Ziegler en Nichols deze afstellingen aan:
Kr = 1,5 Tr / (G Tl)
Ti = 2,5 Tl
Td = 0,4 Tl
Naast Ziegler-Nichols zijn er ook afstelregels van Cohen-Coon gebaseerd op de open kring.
Voor een P-regelaar:
Kr = (Tr/Tl + 1/3) / G
Ti = ∞
Td = 0
Voor een PI-regelaar:
Kr = (0,9 Tr/Tl + 1/12) / G
Ti = Tl (30 Tr + 3 Tl) / (9 Tr + 20 Tl)
Td = 0
Voor een PID-regelaar:
Kr = (0,25 + 4 Tr / 3 Tl) / G
Ti = Tl (32 Tr + 6 Tl) / (13 Tr + 8 Tl)
Td = Tl 4 Tr / (11 Tr + 2 Tl)

#### Gesloten kring
Een gesloten regelkring is gebaseerd op het feedback-principe.
Bij de regels met gesloten kring blijft de regelaar, maar worden zijn D- en I-functies uitgeschakeld: Ti = ∞, Td = 0. Nu wordt de versterking Kr opgeschroefd tot de waarde Ku waarbij de proceswaarde oscilleert met periode To. Dan raden Ziegler en Nichols aan:
Voor een P-regelaar:
Kr = 0,5 Ku
Ti = ∞
Td = 0
Voor een PI-regelaar:
Kr = 0,45 Ku
Ti = 0,83 To
Td = 0
Voor een PID-regelaar:
Kr = 0,6 Ku
Ti = 0,5 To
Td = 0,125 To
Naast deze twee regels zijn er nog andere afstelregels. Afhankelijk van de gewenste regelkarakteristiek kan bijvoorbeeld ook Lambda-tuning gebruikt worden. Een adaptieve regeling is ook een zelfregelende regelaar.